# János Mikes

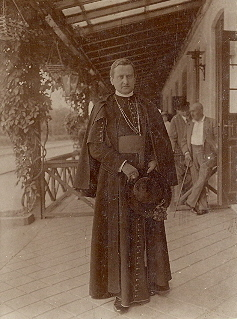
János Mikes (1916)

János Graf Mikes von Zabola (* 27. Juni 1876 in Zabola, Komitat Háromszék, Königreich Ungarn; † 28. März 1945 in Répceszentgyörgy) war ein ungarischer römisch-katholischer Geistlicher. Er war von 1911 bis zu seinem Rücktritt Anfang 1936 Bischof von Szombathely.

## Leben
Mikes stammte aus dem mehrheitlich von Magyaren bewohnten Szeklerland im Osten Siebenbürgens, dem äußersten südöstlichen Teil des damaligen Königreichs Ungarn, das heute in Rumänien liegt. Er ist ein Nachkomme der Adelsfamilie der Grafen Mikes aus Zabola. Sein Vater, Graf Benedek Mikes von Zabola (1819–1878), war Adjutant von Franz Joseph, und seine Mutter war Sophie Moser (1839–1921), Tochter des Schweizer Uhrmachers und Protestanten Henrik Moser. Er verlor seinen Vater, als er zwei Jahre alt war, sodass sich seine Mutter um seine Erziehung kümmerte. Er absolvierte die Jesuitenschule in Kalksburg und schloss 1899 sein Theologiestudium am Priesterseminar in Innsbruck ab. 
Am 29. Juni 1899 wurde Mikes zum Priester für das Bistum Transsilvanien geweiht. Anschließend war er zunächst Hilfspriester in Gyergyóújfalu, später Gemeindepfarrer und ab 1906 Gemeindepfarrer in Székelyudvarhely. Dort baute er ein neues katholisches Gymnasium und wandelte das alte in eine Bildungseinrichtung um. Am 15. November 1911 ernannte König Franz Josef ihn zum Bischof von Szombathely. Papst Pius X. bestätigte die Ernennung am 16. Dezember 1911. Gusztáv Károly Majláth, Bischof von Transsilvanien, weihte ihn am 7. Januar 1912 zum Bischof. Mitkonsekratoren waren Augustín Fischer-Colbrie, Bischof von Košice, und Lipót Árpád Várady, Bischof von Raab.
Er ließ die Reliquien des Heiligen Martin nach Szombathely bringen und die Außenfassade des Doms zu Szombathely restaurieren. Nach dem Ausbruch des Ersten Weltkrieges richtete er im Sommerhaus des Bischofs in Répceszentgyörgy ein Militärkrankenhaus ein. Nach der Asternrevolution 1919 wurde er als „Konterrevolutionär“ im Benediktinerkloster Celldömölk interniert und nach der Ausrufung der Räterepublik in das Sammelgefängnis Budapest überstellt. Er floh von dort und versteckte sich, bis die Nationalarmee in Budapest einmarschierte. Am 20. August kehrte er zu seinen Anhängern zurück.
Während König Karl IV. 1921 seinen ersten Restaurationsversuch auf den ungarischen Thron unternahm, war er eine Zeit lang Gast von Mikes in Szombathely. 1927 wurde Mikes von Amts wegen Mitglied des Oberhauses und wurde 1931 mit dem Ungarischen Verdienstkreuz 1. Klasse ausgezeichnet. Aus gesundheitlichen Gründen trat er am 10. Januar 1936 zurück und Papst Pius XI. ernannte ihn zum Titularbischof von Acmonia. Am 21. November 1936 versetzte er ihn auf den Titularbischofssitz Helenopolis in Palaestina. Am 5. August 1939 erfolgt durch Papst Pius XII. die Erhebung zum Titularerzbischof von Selymbria. Er starb am 28. März 1945 während der Invasion der sowjetischen Roten Armee in seinem Sommerhaus in Répceszentgyörgy. Er wurde in der Kathedrale von Szombathely beigesetzt.
Er unterstützte den Afrikaforscher Ladislaus Almásy maßgeblich bei der Organisation seiner Expedition.
Sein Großneffe war der Bundestagsabgeordnete Karl Theodor zu Guttenberg.